# Tschechoslowakische Exilregierung
Die tschechoslowakische Exilregierung war die Exekutive der Tschechoslowakei während der Besetzung des Landes im Zweiten Weltkrieg in London, die von Präsident Edvard Beneš ernannt und vom 21. Juli 1940 bis 5. April 1945 in zwei Amtsperioden von Ministerpräsident Jan Šrámek geleitet wurde: die Regierung Jan Šrámek I vom 21. Juli 1940 bis 12. November 1942 und die Regierung Jan Šrámek II vom 12./14. November 1942 bis 5. April 1945. Die Regierung koordinierte und leitete sowohl den Widerstand gegen die Besetzung im Protektorat Böhmen und Mähren wie die Kämpfe der tschechoslowakischen Exilarmee im westlichen Ausland. Es handelte sich, wie später völkerrechtlich festgestellt wurde, um eine offizielle Regierung der Tschechoslowakei.

## Bezeichnungen
Die „tschechoslowakische Exilregierung“ bzw. die „Exilregierung der Tschechoslowakei“ wird im Tschechischen in der Regel Prozatímní státní zřízení (und auf Englisch meist Czechoslovak government-in-exile) genannt. Der tschechische Begriff Prozatímní státní zřízení (etwa „Vorläufiges staatliches System“) bezieht sich jedoch nicht nur auf die Exilregierung selbst, sondern auf das gesamte System einschließlich des Amtes des Präsidenten, wozu später noch Staatsrat, Rechtsrat und andere Organe hinzukamen, und es bezieht sich auch auf den in Paris gegründeten Tschechoslowakischen Nationalausschuss (Československý národní výbor) von 1939, der als ein Vorläufer der Regierung gilt.
Die ebenfalls in vielen Sprachen verwendete Form „Beneš-Regierung“ ist insofern nicht richtig, als der nominelle Chef der Regierung der Ministerpräsident Jan Šrámek war und die beiden nur unwesentlich unterschiedlichen Regierungen auch offiziell als Jan Šrámek I. und Jan Šrámek II. bezeichnet werden. Aufgrund Beneš’ Engagement, Rolle und aufgrund seiner internationalen Bekanntheit hat sich die Bezeichnung „Beneš-Regierung“ jedoch ebenfalls weitgehend etabliert.

## Geschichte, Entstehung
Nach der Besetzung der Tschechoslowakei durch die deutsche Wehrmacht flohen die meisten politischen Repräsentanten und fingen umgehend an einen Widerstand im Exil zu formieren. Beneš beabsichtigte schon zu diesem Zeitpunkt eine Exilregierung zu gründen, Frankreich und Großbritannien waren jedoch zuerst nur mit der Errichtung eines Nationalausschusses einverstanden. Am 17. November 1939 entstand in Paris offiziell der Tschechoslowakische Nationalausschuss, der nach der Besetzung Frankreichs nach London verlegt wurde. Nachdem die britische Regierung schließlich auch eine tschechoslowakische Exilregierung anzuerkennen gewillt war, ernannte Beneš am 21. Juli 1940 (in Übereinstimmung mit der tschechoslowakischen Verfassung von 1920) Jan Šrámek zum Ministerpräsidenten und am folgenden Tag die übrigen Regierungsmitglieder. Diese Regierung war formell die Fortsetzung des Tschechoslowakischen Nationalausschusses.
Ende des Jahres 1942 kam es wegen der Finanzierung des Widerstandes im Protektorat zu einer Krise, die in Rücktrittserklärungen von elf Ministern gipfelte. Am 12. November 1942 trat dann die gesamte Regierung zurück und musste am 14. November 1942 neu ernannt werden.
Das Ende der Londoner Exilregierung wurde beschlossen während der Verhandlungen in Moskau vom 22. bis 29. März 1945 zwischen Beneš’ Regierung und der Führung der Kommunistischen Partei der Tschechoslowakei. Als Ergebnis sollte eine neue Regierung der Nationalen Front gebildet werden, die allerdings erst auf dem befreiten Gebiet der Vorkriegstschechoslowakei zusammentreten und bis zu diesem Punkt Beneš’ Regierung im Amt bleiben sollte. Am 3. April 1945 kam Beneš in die ostslowakische befreite Stadt Košice, am 4. April 1945 leisteten die neuen Minister den Eid, sodass die neue Regierung Zdeněk Fierlinger I am 5. April 1945 zusammentreten konnte und die alte entlassen wurde.

### Anerkennung
Nach und nach erreichte Beneš die Anerkennung seiner Exilorganisationen durch die Verbündeten. Zuerst wurde der Tschechoslowakische Nationalausschuss anerkannt, wenngleich nicht als eine tschechoslowakische Regierung:
- eingeschränkte Anerkennung des Tschechoslowakischen Nationalausschusses durch Frankreich am 14. November 1939[3]
- sowie durch die britischen Commonwealthländer Australien, Neuseeland und die Südafrikanische Union während des Jahres 1940[3]

## Schwerpunkte der Regierungsarbeit
Die Tätigkeit der Exilregierung war primär ausgerichtet auf ihre eigene Anerkennung als Grundlage der weiteren Arbeit, in der Folge dann auf die Befreiung des Landes und auf die Absicherung der künftigen Entwicklung.
Noch durch den Tschechoslowakischen Nationalausschuss wurde am 2. Oktober 1939 mit dem französischen Premierminister Daladier ein Vertrag über die Errichtung einer tschechoslowakischen Armee in Frankreich unterzeichnet, die bereits am 11. Juni 1940 in einen Kampf mit deutschen Truppen verwickelt war. Später wurden durch die Exilregierung weitere ähnliche Verträge abgeschlossen, insbesondere der Vertrag mit der Regierung des Vereinigten Königreichs vom 25. Oktober 1940 bzw. 16. Dezember 1941, wodurch die Tschechoslowakischen Luftwaffenverbände im Rahmen der Royal Air Force entstehen konnten.
Aus den internationalen Verträgen, welche die zukünftige Orientierung des Landes beeinflussten, spielte besonders der Freundschaftsvertrag mit der Sowjetunion vom 12. Dezember 1943 eine Rolle, in dem die Sowjetunion der Tschechoslowakei die Beachtung der Unabhängigkeit, der Souveränität und der Nichteinmischung in die inneren Angelegenheiten zusicherte.
Die Entscheidungen wurden in Form von sogenannten Dekreten des Präsidenten herausgegeben, auch bekannt unter der Bezeichnung Beneš-Dekrete. Zwischen 1940 und 1945 wurden im Exil insgesamt 143 solche Dekrete erlassen, darunter 11 sogenannte Verfassungsdekrete, die später durch die Nationalverfassung rückwirkend ratifiziert wurden.

## Völkerrechtliche Grundlage und Bedeutung
„Die ununterbrochene Kontinuität des tschechoslowakischen Staates nach den Märzereignissen 1939 wurde durch die Organe des tschechoslowakischen politischen Exils unter der Leitung von E. Beneš repräsentiert“, stellt die Regierung der Tschechischen Republik auf einer ihrer offiziellen Webseiten fest. Diese Meinung war jedoch um 1939 in völkerrechtlicher Hinsicht umstritten und insofern eine Besonderheit, als es zu dem Zeitpunkt kein Territorium gab, das zu regieren gewesen wäre: ein Teil wurde nach der Zerschlagung der Tschechoslowakei durch das Dritte Reich annektiert und erhielt von den Nationalsozialisten die Bezeichnung Protektorat Böhmen und Mähren, der Rest des ursprünglichen Staates war bereits ein von Deutschland abhängiger Satellitenstaat: die Slowakische Republik. Präsident Beneš trat zudem am 5. Oktober 1938, fünf Tage nach der Verabschiedung des Münchner Abkommens, zurück. Der Status dieser Regierung insbesondere hinsichtlich der Annahme einer staatlichen Kontinuität passte aufgrund der Begleitumstände nicht in die sonst gängigen Schemata. Das Konzept der ununterbrochenen Rechtsstaatlichkeit wurde deshalb auch in Frage gestellt.
Um diesen Einschätzungen zu begegnen, entwickelte Beneš zu diesem Zweck eine sogenannte „Theorie der Rechtskontinuität“, die er am 26. Juni 1940 in einer Rundfunksendung in London vorstellte. Die Theorie besagte, dass sämtliche Rechtsakte, die auf dem Territorium der Tschechoslowakei nach dem 30. September 1938 vollzogen wurden, ungültig seien und somit auch seine Abdankung. Untermauert wurde seine Theorie im Spätsommer 1942, als selbst die britische wie auch französische Regierungen das Münchner Abkommen für nichtig erklärten. Bereits im Juli 1940 erreichte Beneš die Anerkennung seiner provisorischen Regierung und seines Amtes durch Großbritannien. Er und seine Regierung genossen in Großbritannien die gleiche Stellung wie die ebenfalls geflüchteten, legalen Regierungen der Niederlande, Norwegens und Griechenlands. Seine Amtszeit als Präsident wird in vielen Biografien auch mit der Jahresangabe 1935–1948 angegeben.
Diese Tatsache, untermauert durch den Einsatz der tschechoslowakischen Armeeeinheiten (in der französischen, später britischen Armee sowie in der Roten Armee) und der Slowakische Nationalaufstand von 1944 wie auch der Widerstand im Protektorat selbst trugen dazu bei, dass die Tschechoslowakei nach dem Kriegsende als alliierte Siegermacht anerkannt und behandelt wurde.